# Жильсон, Этьен
Этье́н Анри́ Жильсо́н (фр. Étienne Henri Gilson; 13 июня 1884 года — 19 сентября 1978 года) — французский религиозный философ, неотомист, медиевист, сооснователь и директор Папского института средневековых исследований (Канада). Доказал влияние схоластики на философию Декарта. Утверждал близость христианского духа философии экзистенциализма.

## Биография
Учился в католическом коллеже, затем в лицее Генриха IV. В 1907 году окончил отделение словесности Сорбонны. После защиты диссертации в 1913 году преподавал в университете Лилля. В начале Первой мировой войны был призван в армию, в 1916 году попал в германский плен, где читал лекции по философии военнопленным. После окончания войны вернулся в Лилль, в 1919 году назначен профессором Страсбургского университета. 
В 1926—1932 годах занимал кафедру средневековой философии Сорбонны.
Членкор Американской академии медиевистики (1927).
В 1932—1950 годах занимал кафедру истории философии Средних веков Коллеж де Франс.
Читал лекции в США вплоть до 1971 года.
В 1929 году основал и возглавил Папский институт средневековых исследований в Торонто (Канада).
В 1947 году был избран членом Французской Академии.
Активно выражал свою политическую позицию (близкую к голлизму) на страницах газеты Монд. В 1947—1948 годах сенатор Французской Республики (фр. Conseil de la République).
Написал более 60 книг и 600 статей, причём более 100 из них — после 74 лет.
Был удостоен чтения Гиффордовских лекций.

## Учение
При работе над диссертацией «Свобода у Декарта и богословие» в 1913 году Жильсон открыл для себя философию Фомы Аквинского и пришёл к выводу, что картезианская мысль гораздо сильнее зависит от своих схоластических истоков (схоластика), чем это думал Декарт. Жильсону принадлежит открытие оригинальности философии бытия у Фомы Аквинского по сравнению со всей предшествующей философией, включая аристотелевскую. Согласно Жильсону, эта оригинальность состоит в различении сущности и существования и в признании онтологического (онтология) примата существования, которое относится к сущности, как акт к потенции. В то время как Платон и Аристотель, а также многие философы Нового времени (например, Гегель) рассматривают лишь сущности, а представители современного экзистенциализма сосредотачиваются на существовании, оставляя без внимания сущность, подход Фомы Аквинского предоставляет возможность осмыслить и сущность, и существование, и их несводимость друг к другу. По мнению Жильсона, эта оригинальность не была замечена даже томистами Нового времени. Сам Жильсон впервые заявил об этом лишь в 4-м издании своей книги «Le thomisme» («Томизм»), вышедшей в 1941 году. Жильсон учил, что любое понятие касается лишь сущности, поэтому не может существовать понятия бытия: бытие познаётся, когда мы переходим от понятия какой-либо вещи к суждению о существовании этой вещи. Поэтому не существует непосредственного познания бытия. В этом Жильсон расходился с Маритеном, который считал, что бытие мы познаем с помощью особой интеллектуальной интуиции. Жильсон полемизировал с так называемым критическим реализмом, который разрабатывали томисты из Лувенского католического университета, пытавшиеся обосновать томистскую метафизику, исходя из гносеологического анализа. С точки зрения Жильсона, не гносеология должна обосновывать метафизику, а наоборот, так как попытки гносеологического обоснования метафизики не могут выйти за пределы понятия, то есть сущности, к реальному существованию. По мнению Жильсона, содержание христианской философии, в отличие от богословия, — не revelata (истины, постижение которых невозможно без Откровения), а revelabilia (истины, которые, будучи основаны на естественном разуме, исторически были углублены и сохранены благодаря Откровению). Согласно Жильсону, такими истинами христианской философии являются, например, существование Бога, свобода божественного и человеческого действия.

## В культуре
Этьен Жильсон упоминается в романе «Имя розы» Умберто Эко.